# Bunker Hill, Kansas
Bunker Hill är en ort i Russell County i Kansas. Vid 2020 års folkräkning hade Bunker Hill 103 invånare.